# 1962年亚洲运动会
第四届亚洲运动会于1962年8月24日至9月4日在印度尼西亞首都雅加达举行，会期为12天。主辦國印度尼西亞為尋求與中東伊斯蘭友國及中華人民共和國之友好，臨時於賽前拒絕發給以色列和中華民國選手團簽證。國際奧林匹克委員會因此開除印度尼西亞會籍及1964年東京奧運參賽資格。印度尼西亞於1963年自行舉辦新興力量運動會。本届亚运会首次为参赛队伍建立亞運村。

## 申辦過程
在第三屆亞運會期間所召開的全體委員會上，印度尼西亚和巴基斯坦提出爭取主辦第四屆亞運會，經投票結果，印度尼西亞的雅加達以22票對20票擊敗巴基斯坦，成為第四屆亞運會的承辦城市。

## 籌備
第四屆亞運會是印度尼西亞歷史上第一次舉行的規模巨大的綜合性國際運動會，印尼政府全力舉辦此次盛會，在雅加達南面新建一座西納揚體育中心，佔地56公頃，還專門建立了亞運會歷史上的第一個真正的亞運村，為歷屆亞運以來硬件設施最好的一次。
為了解決接待工作中語言不通可能引起的麻煩，組委會對接待員都進行了接待國語言的專門培訓。每一位接待員胸前都佩戴了一枚接待國的國徽，如果運動員有事，只要向佩戴本國國徽的接待員招手，問題便可順利解決。

## 會徽
第4屆亞運會會徽在前三屆的基礎上，加上了印度尼西亞國徽上的鷹，表現了舉辦國的文化特色。

## 參賽國家及地區
| - 阿富汗 - 柬埔寨 - 香港 - 印度 - 日本 - 马来亚联合邦 - 北婆羅洲 - 砂拉越 | - 緬甸 - 尼泊尔 - 巴基斯坦 - 菲律賓 - 新加坡 - 錫蘭 - 泰國 - 越南共和国 - 印度尼西亞（东道主） |

## 比赛项目
| - 游泳 - 田徑 - 羽毛球 - 籃球 - 拳擊 | - 自行车 - 足球 - 曲棍球 - 射擊 | - 網球 - 乒乓球 - 排球 - 摔跤 |

## 活跃运动员
1. 印度尼西亚的莫·沙伦加特两破男子100米跑亚运会纪录，
2. 菲律宾的莫娜·苏莱曼在本届亚运会上获得“亚洲女飞人”称号。

## 重大事件(來源請求)
1. 韓國宣布退出田徑賽 [1]
2. 國際奧委會先撤銷對本屆亞運贊助，後來又開除印尼會籍
3. 田徑總會僅承認本屆亞運會為國際性比賽而非亞運會
4. 亞洲足協停止印尼會籍
5. 國際舉重總會取消對第四屆亞運會舉重比賽的承認，並且宣布凡参加此屆亞運之舉重選手均不得参加1964年東京奧運會及其以後的各項國際比賽
6. 賽程排定利於印尼選手，且印尼籍裁判對本國選手有諸多偏袒嫌疑
7. 日本仍以金牌71面、银牌55面及铜牌22面居首

## 奖牌榜
| 排名 | 国家／地区   | 金牌 | 银牌 | 铜牌 | 總數 |
| ---- | ------------ | ---- | ---- | ---- | ---- |
| 1    | 日本         | 73   | 65   | 23   | 161  |
| 2    | 印度尼西亞   | 21   | 26   | 30   | 77   |
| 3    | 印度         | 12   | 13   | 27   | 52   |
| 4    | 菲律賓       | 7    | 4    | 16   | 27   |
| 5    |              | 4    | 4    | 7    | 15   |
| 6    | 巴基斯坦     | 3    | 4    | 4    | 11   |
| 7    | 泰國         | 2    | 5    | 5    | 12   |
| 8    | 马来亚联合邦 | 2    | 3    | 5    | 10   |
| 9    | 緬甸         | 2    | 1    | 7    | 10   |
| 10   | 新加坡       | 1    | 0    | 1    | 2    |
| 11   | 錫蘭         | 0    | 1    | 2    | 3    |
| 12   | 香港         | 0    | 2    | 0    | 2    |
| 總計 | 總計         | 127  | 126  | 128  | 381  |